# 91 km (obwód moskiewski)
91 km (ros. 91 км) – przystanek kolejowy w pobliżu miejscowości Antonowka, w rejonie istrińskim, w obwodzie moskiewskim, w Rosji. Położony jest na linii Moskwa – Siebież.